# Lenka Krobotová
Lenka Krobotová (ur. 10 marca 1977 w Pilźnie) – czeska aktorka.

## Życiorys
Jest córką reżysera Miroslava Krobota. Ukończyła DAMU w Pradze. Od 2000 jest członkiem Dejvického teatru w Pradze.

## Filmografia
- 2003: Jedna ręka nie klaszcze
- 2005: W koło Macieju
- 2005: Restart
- 2008: Bracia Karamazow
- 2009: Tma